# Vinkeveen
Vinkeveen is een dorp in de gemeente De Ronde Venen in de Nederlandse provincie Utrecht en ligt precies tussen Amsterdam en Utrecht. Vinkeveen heeft 9.600 inwoners (1 januari 2024 bevolkingsregister De Ronde Venen. Vinkeveen ligt aan de Vinkeveense Plassen. Dit is een bovenregionaal recreatiegebied en onderdeel van Natura 2000. Er zijn 12 zandeilanden die openbaar toegankelijk zijn per boot en hebben faciliteiten zoals toiletten, waterpunten, containers en chemische toilet afvalpunten. Tevens is er een aantal havens in Vinkeveen. 

## Herkomst naam
In het gebied Demmerick wordt vanaf 1138 veen gewonnen. Hierdoor ontstaat een klein buurschap: Vinkeveen. De naam is afgeleid van het woord "vink", dat lichte turf betekent.

## Sport
Voetbalvereniging SV Hertha is een voetbalclub uit de amateurklasse Zaterdag 4e klasse E. Naast Hertha is er in Vinkeveen ook de korfbalvereniging De Vinken, gymvereniging Atalante, volleybalvereniging Atalante en de Vinkeveense Lawn Tennis Vereniging (VLTV).
Er is in Vinkeveen de sporthal De Boei.

## Onderwijs
Er zijn drie basisscholen in Vinkeveen voor 704 leerlingen en een middelbare school tot VMBO-T met 338 leerlingen. Er zijn zeventien kinderopvang faciliteiten. Er wonen 1700 leerlingen en studenten in Vinkeveen. (CBS 2024)

## Wetenswaardigheden
In 1989 werd een gemeente De Ronde Venen gevormd door samenvoeging van de voormalige gemeenten Mijdrecht, Vinkeveen en Waverveen en Wilnis. De huidige gemeente De Ronde Venen is op 1 januari 2011 ontstaan door de samenvoeging van de voormalige gemeenten Abcoude en De Ronde Venen. In 1841 werden de gemeenten Vinkeveen en Waverveen samengevoegd tot de nieuwe gemeente Vinkeveen en Waverveen. Deze gemeente heeft tot 1 januari 1989 bestaan toen het samen met de gemeenten Mijdrecht en Wilnis opging in de nieuwe gemeente De Ronde Venen.
In de katholieke Heilig Hartkerk staat een orgel, in 1827 gebouwd voor de schuurkerk in Waverveen door de Utrechtse orgelbouwer Wander Beekes. Toen de Heilig Hartkerk gereed was, werd het orgel daarnaartoe overgebracht.
Vinkeveen is onder recreanten met name bekend om de Vinkeveense Plassen. Hier wordt veelal gedoken, maar ook veel gevaren en gezeild. Het water is een van de schoonste in Nederland. Er is een twaalftal zandeilanden aangelegd in de plassen. De eilanden 1, 2, 4 en 5 zijn bereikbaar middels een vaste oeververbinding. Op duikeiland 4 is een duikgebied uitgezet, dat populair is voor het opleiden van duikers. De drie plassen worden gescheiden door de Provinciale weg 201 en de Baambrugse Zuwe, waaraan veel welgestelden wonen.
Het voormalige gemeentewapen van Vinkeveen is opgenomen in het eveneens vervallen gemeentewapen van Vinkeveen en Waverveen. De vink is overigens opgenomen in de schildvoet van het wapen van De Ronde Venen.

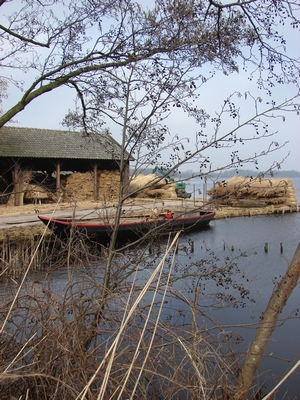
Vinkeveense Plassen bij Vinkeveen

## Verkeer en vervoer
- Station Vinkeveen (1915-1950)
- Syntus Utrecht (bus 121, 126, 130 en buurtbus 526)

## Bekende inwoners

### Geboren in Vinkeveen
- Adriaan Bellersen (1883 - 1949) - wielrenner
- Jeroen Stekelenburg (1974), sportjournalist en -verslaggever
- Gijs Naber (1980), acteur

### Woonachtig geweest in Vinkeveen
- Nina Baanders-Kessler  (1915 - 2002) - beeldhouwer en medailleur
- Johan Cruijff (1947 - 2016) - oud-voetballer, coach
- Wim Hogenkamp (1947 - 1989) - cabaretier, tekstschrijver
- André Hazes (1951 - 2004) - zanger

### Overleden in Vinkeveen
- Maup Caransa (1916 - 2009) - ondernemer en miljonair
- Lou van Rees (1916 - 1993), musicus en impresario
- Max Roethof (1940-2023), Surinaams-Nederlands advocaat
- Herman Smitshuijzen (1920 - 2007), zwemmer
- Wim de Vreng (1930-1980), zwemmer

## Galerij

Rijksmonumenten in Vinkeveen
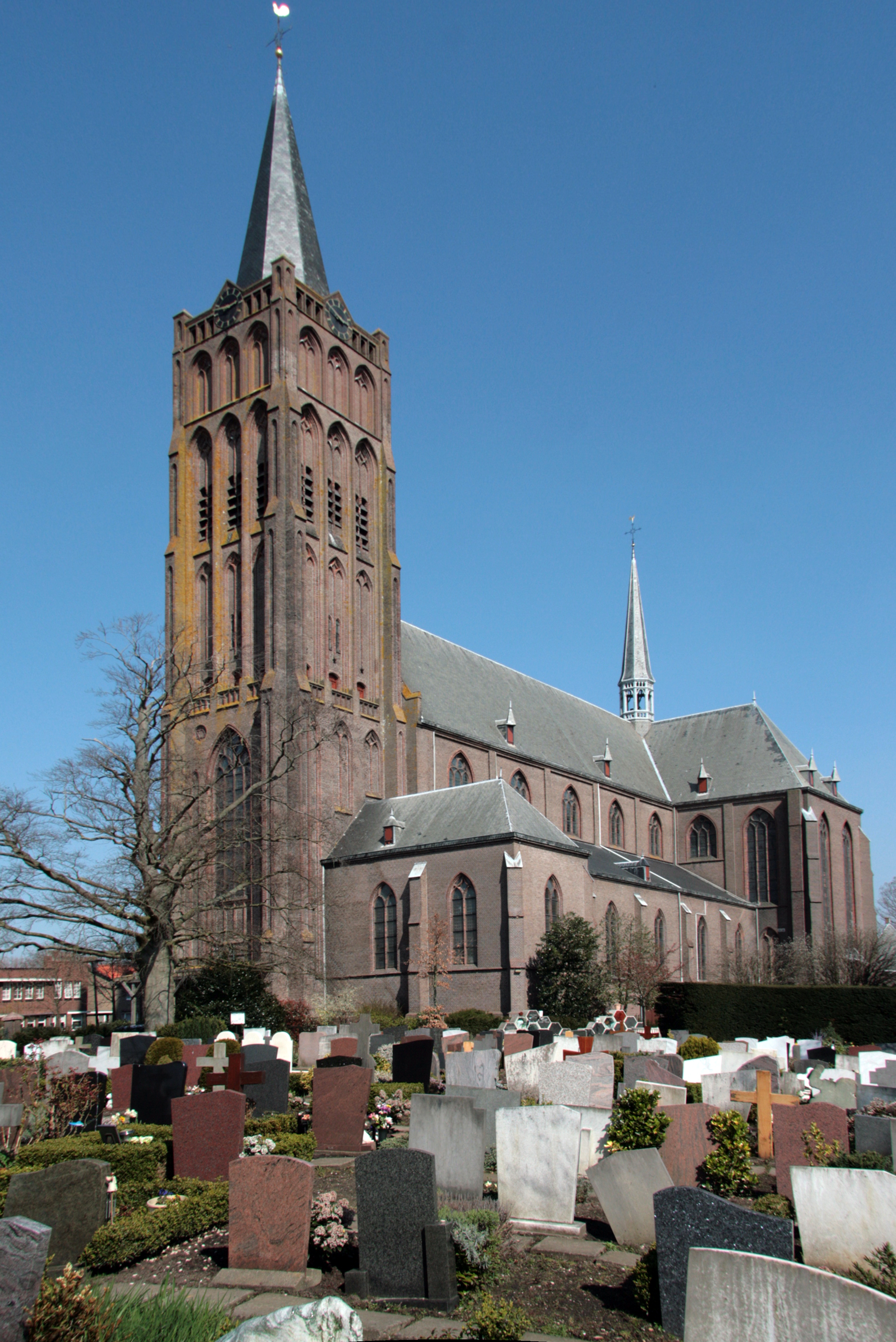
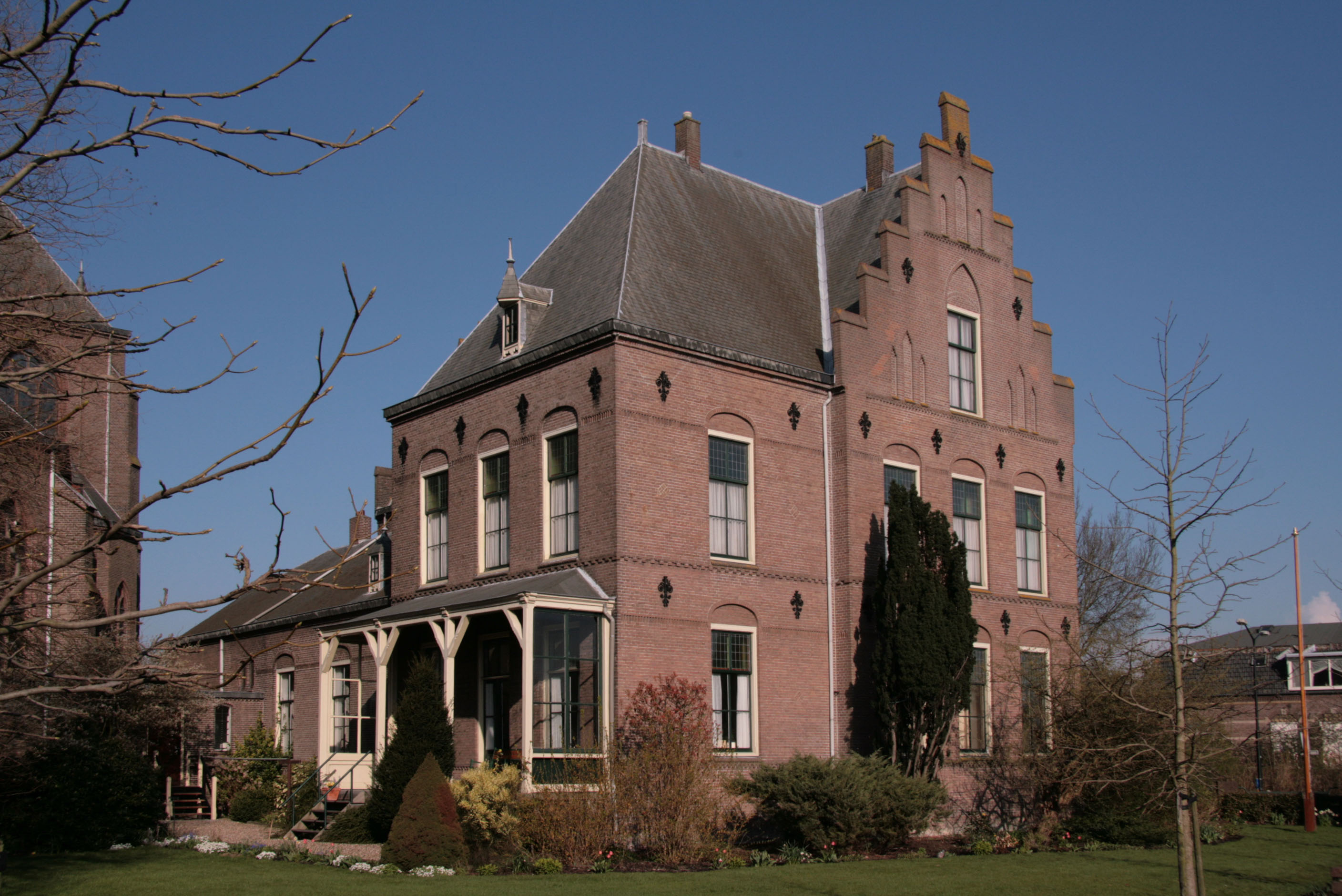
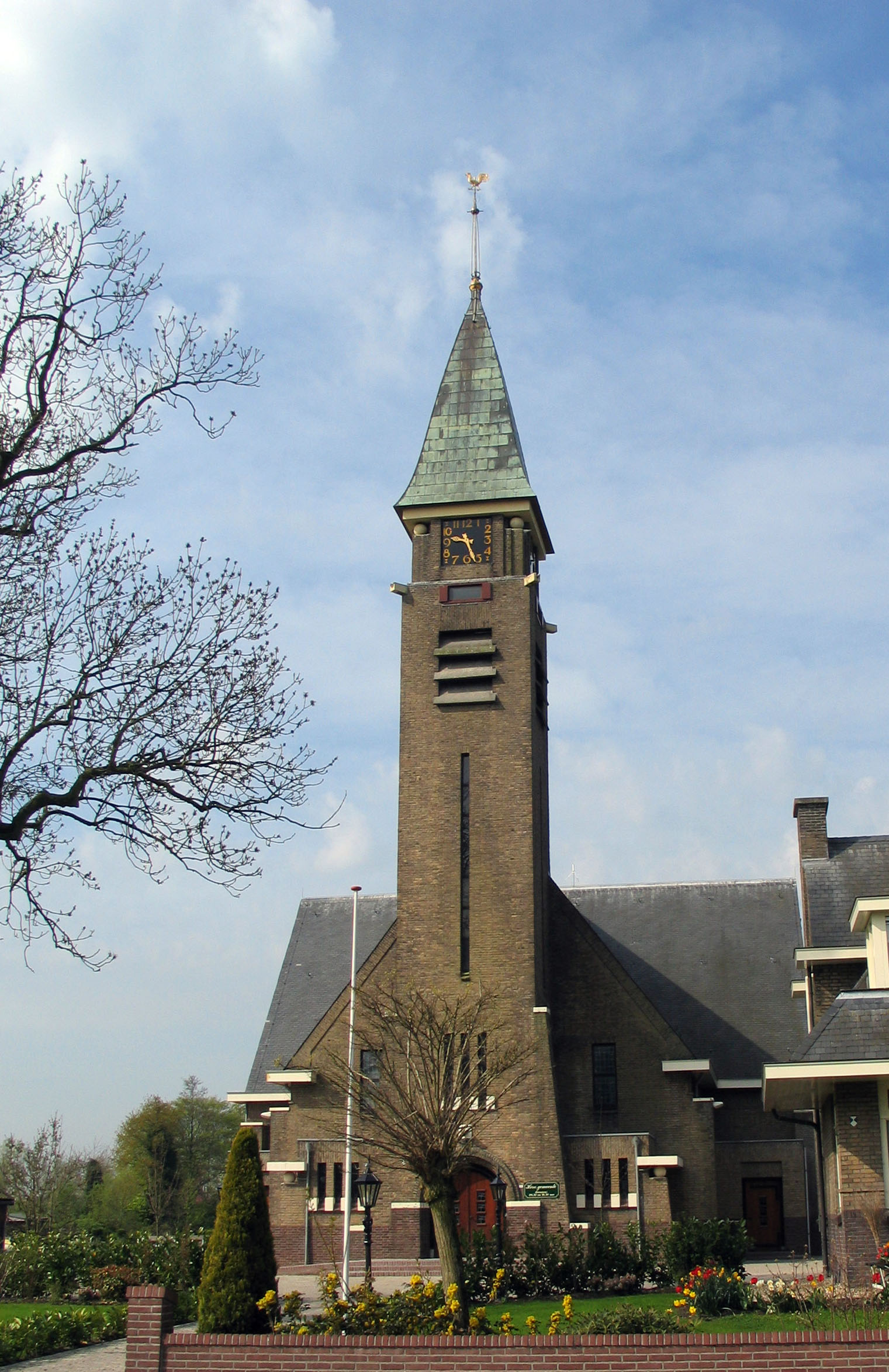
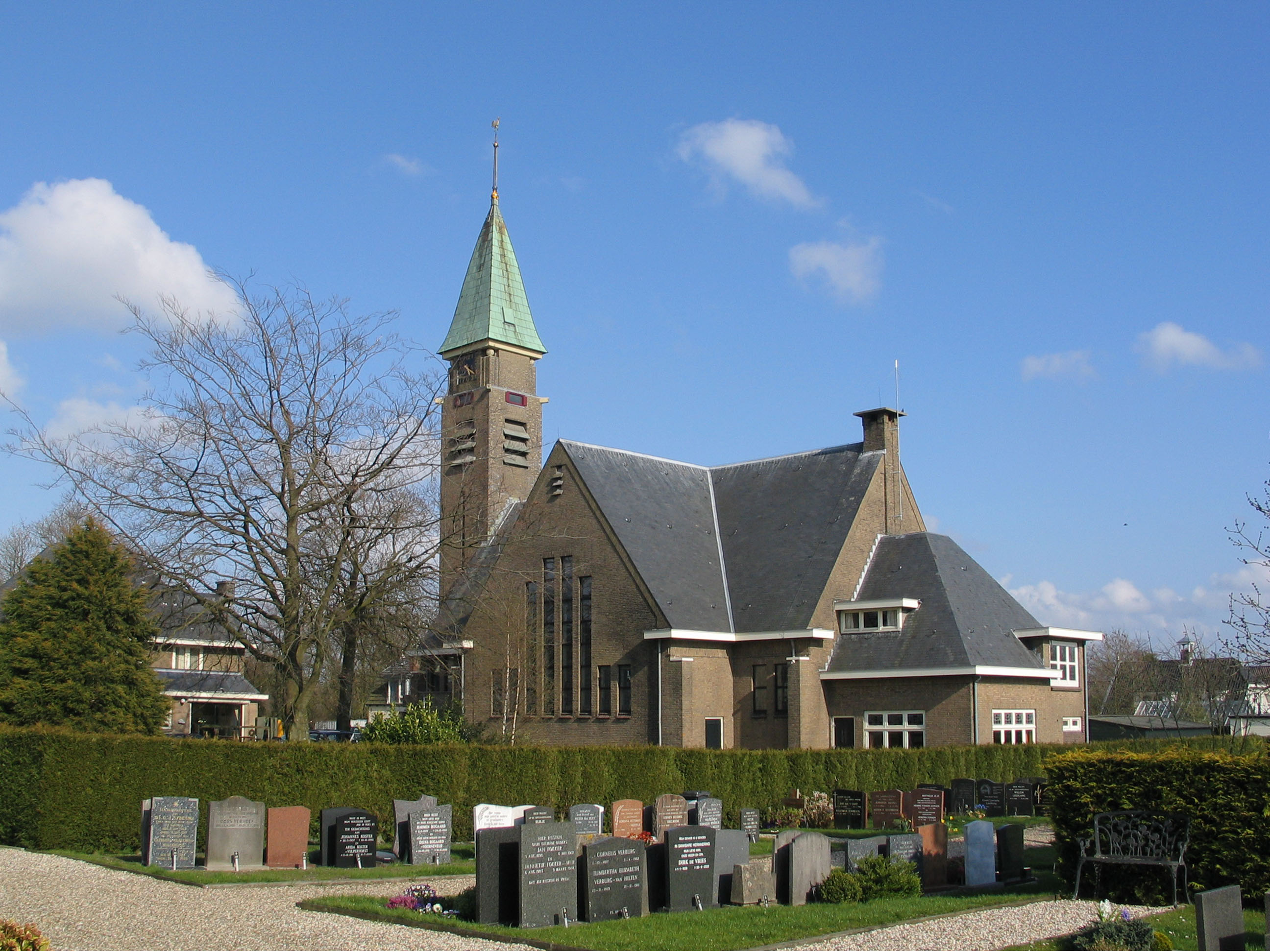
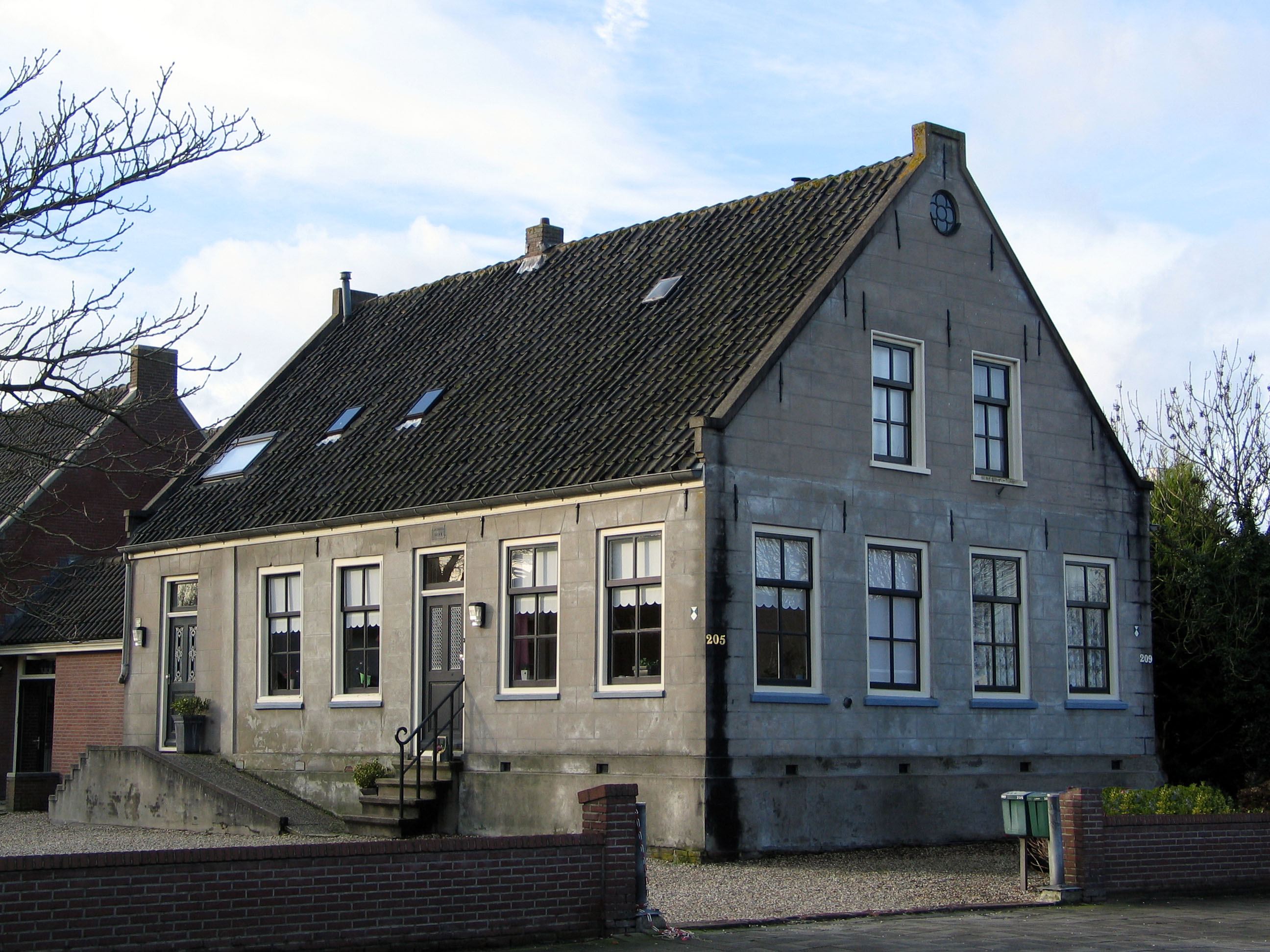
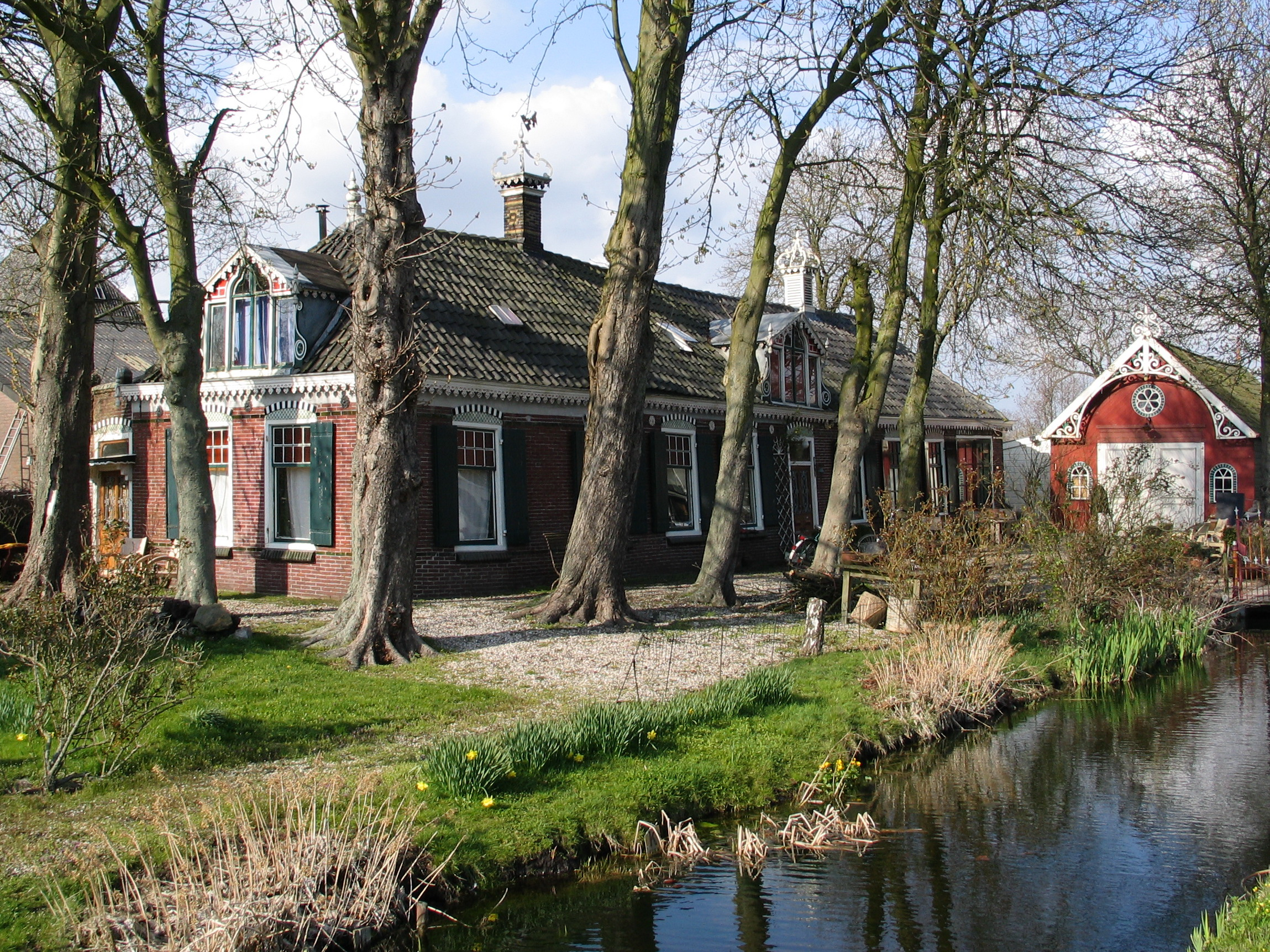
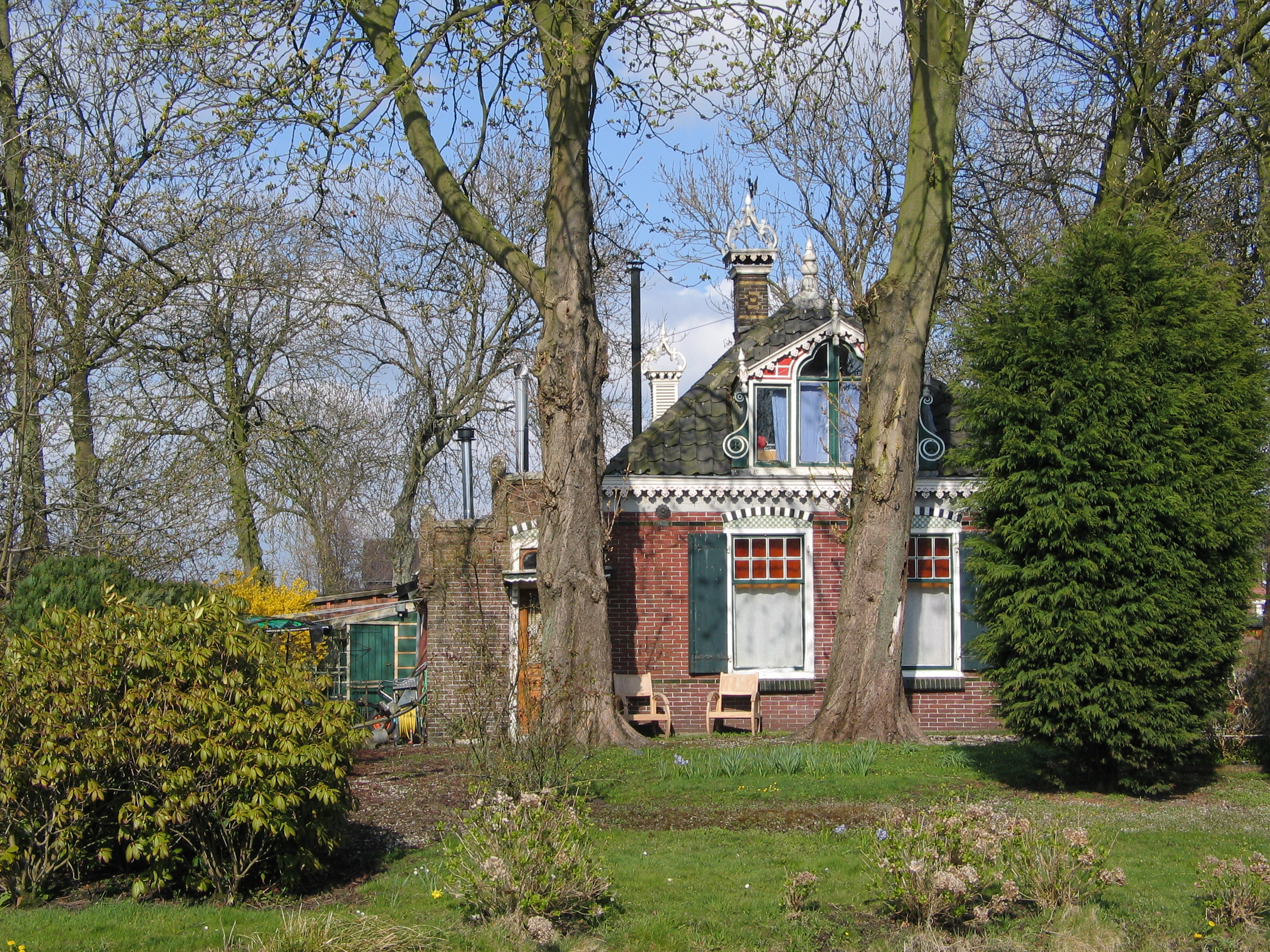
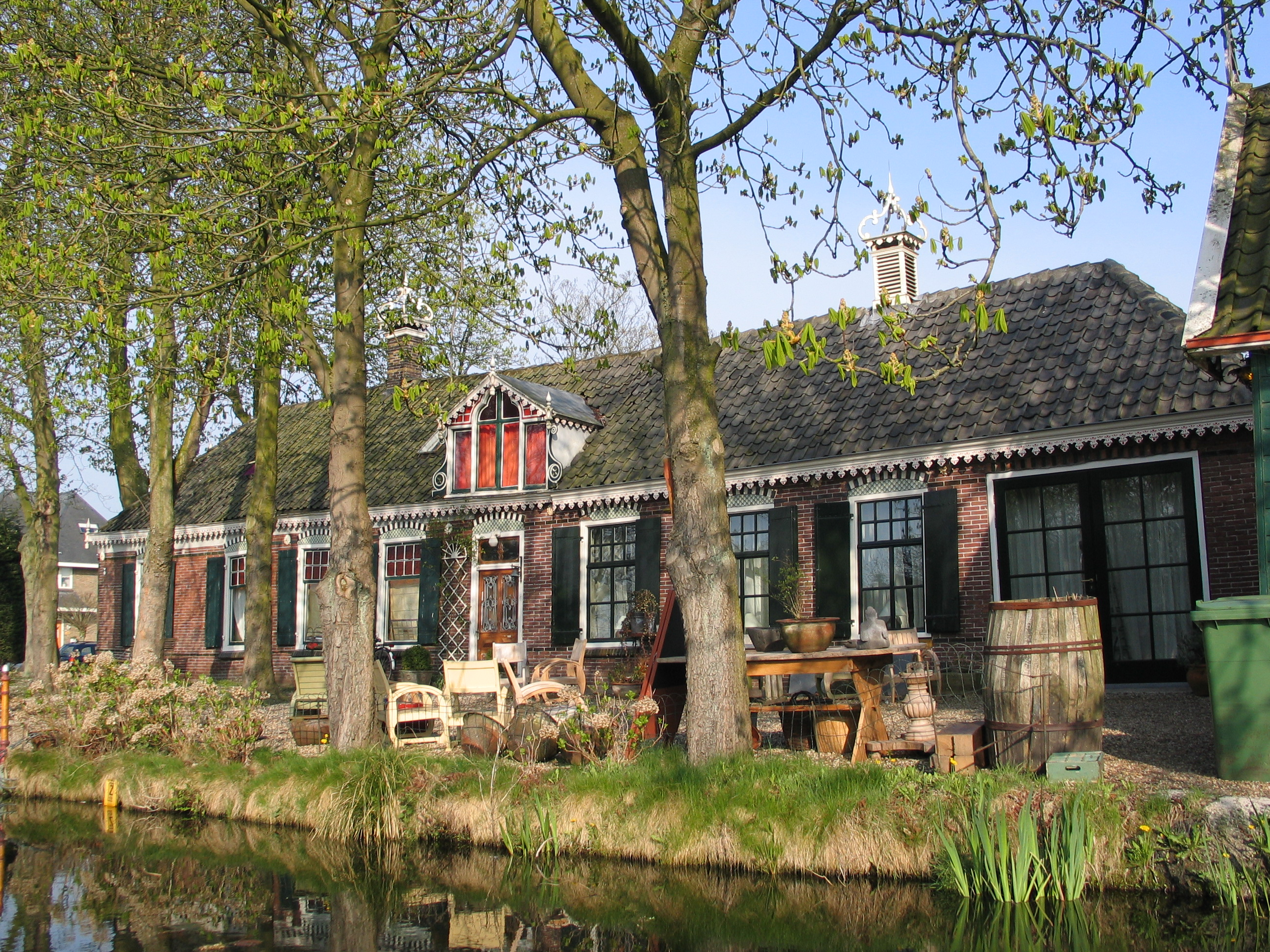
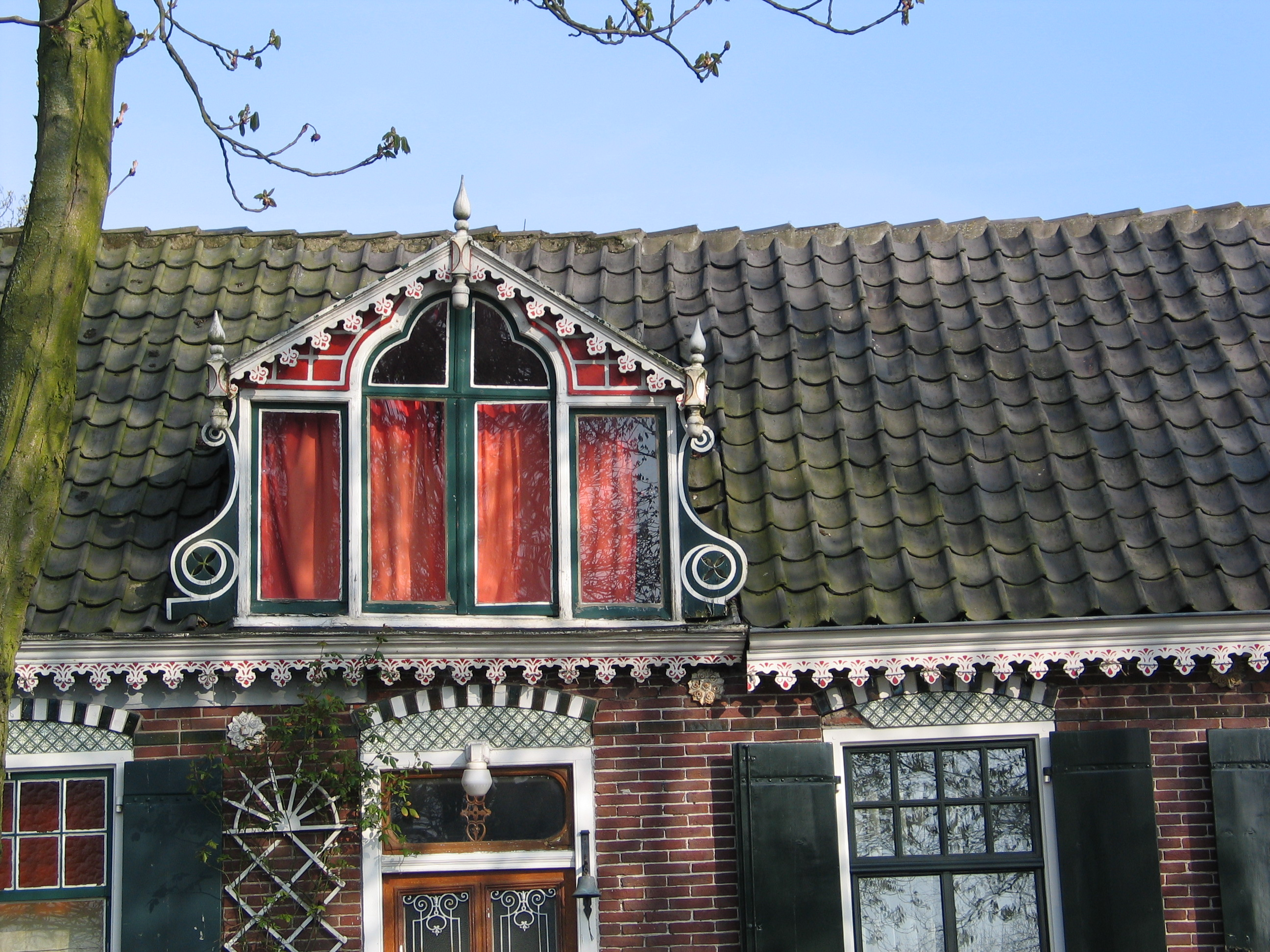
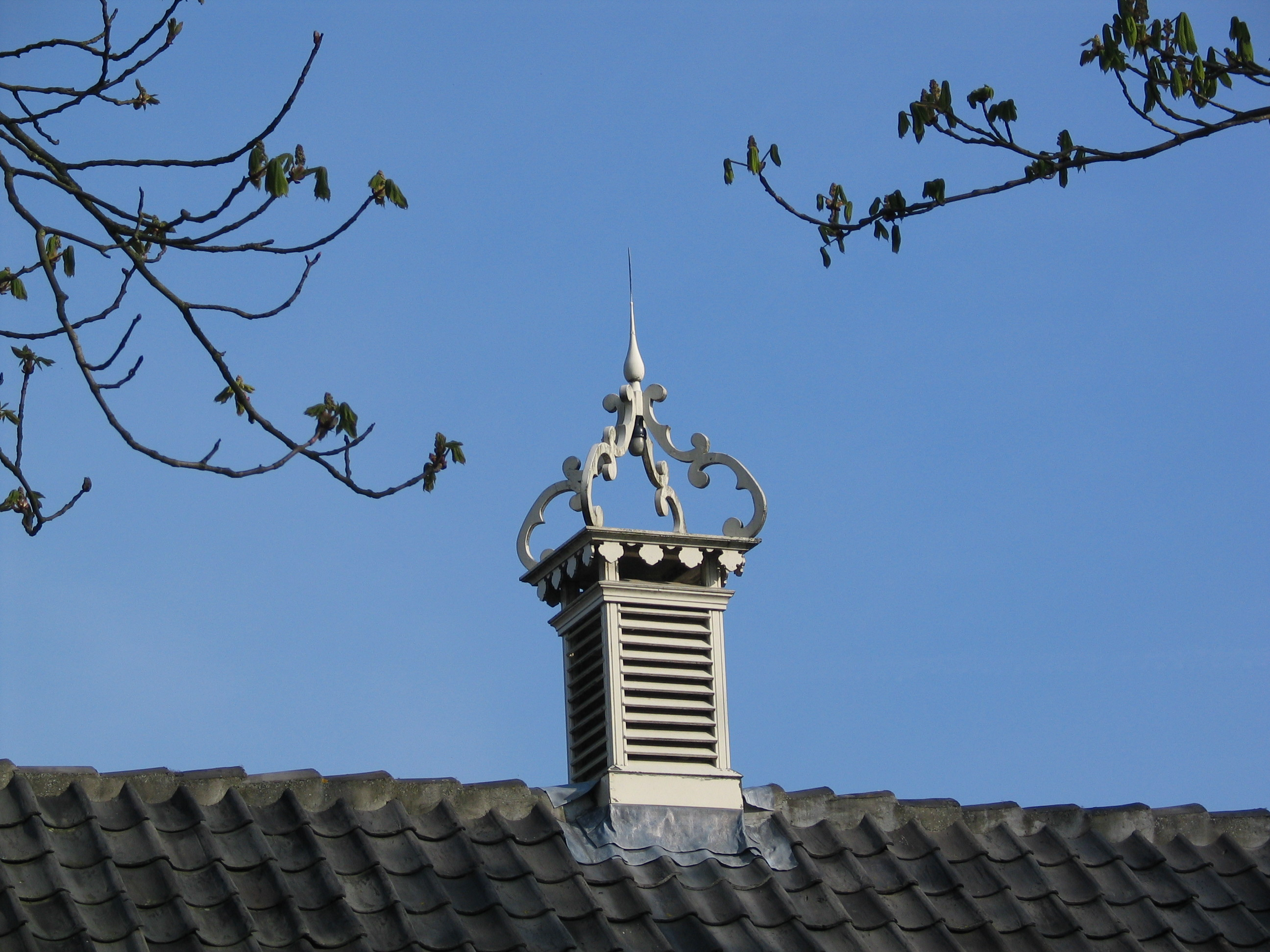
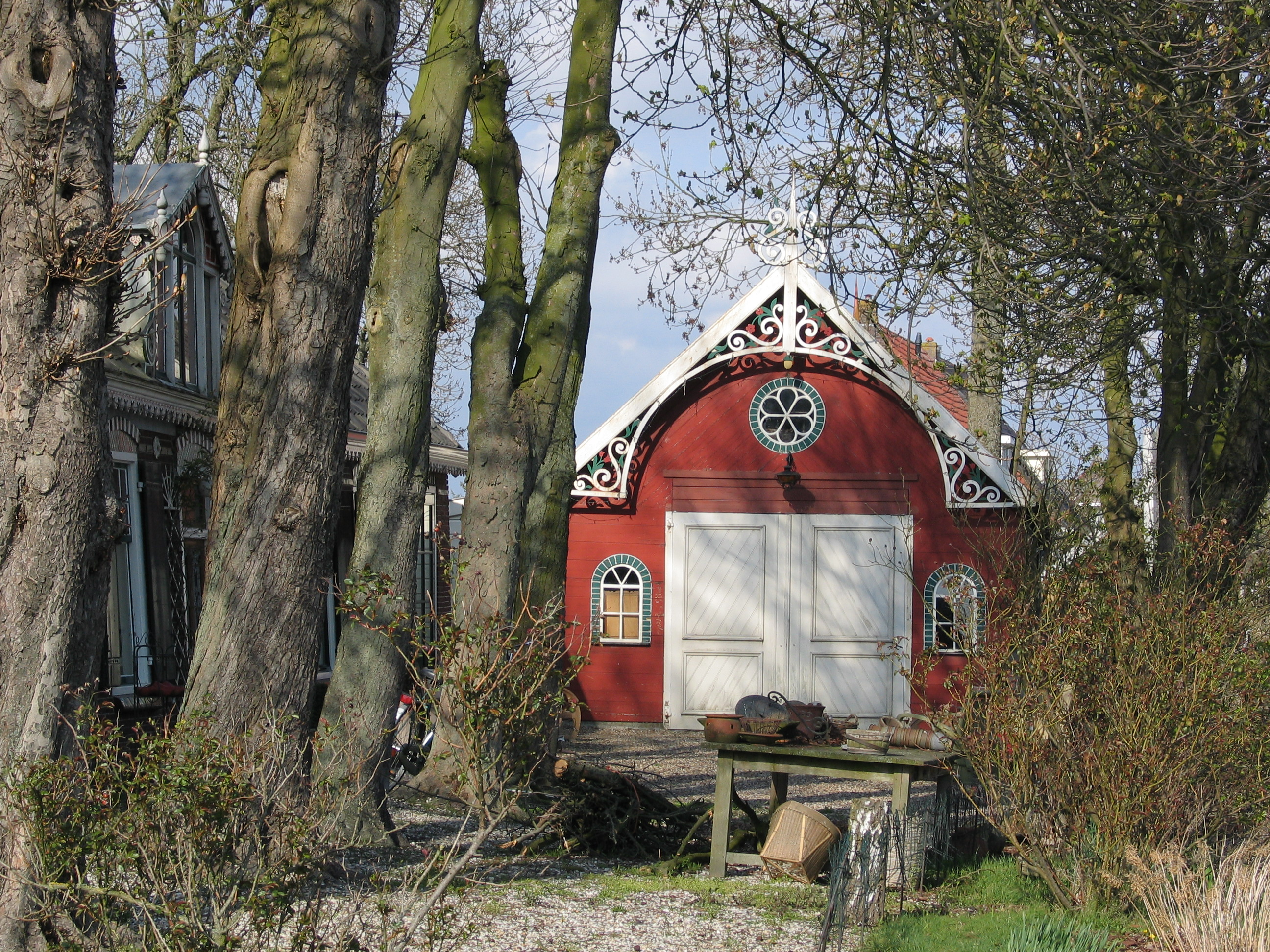
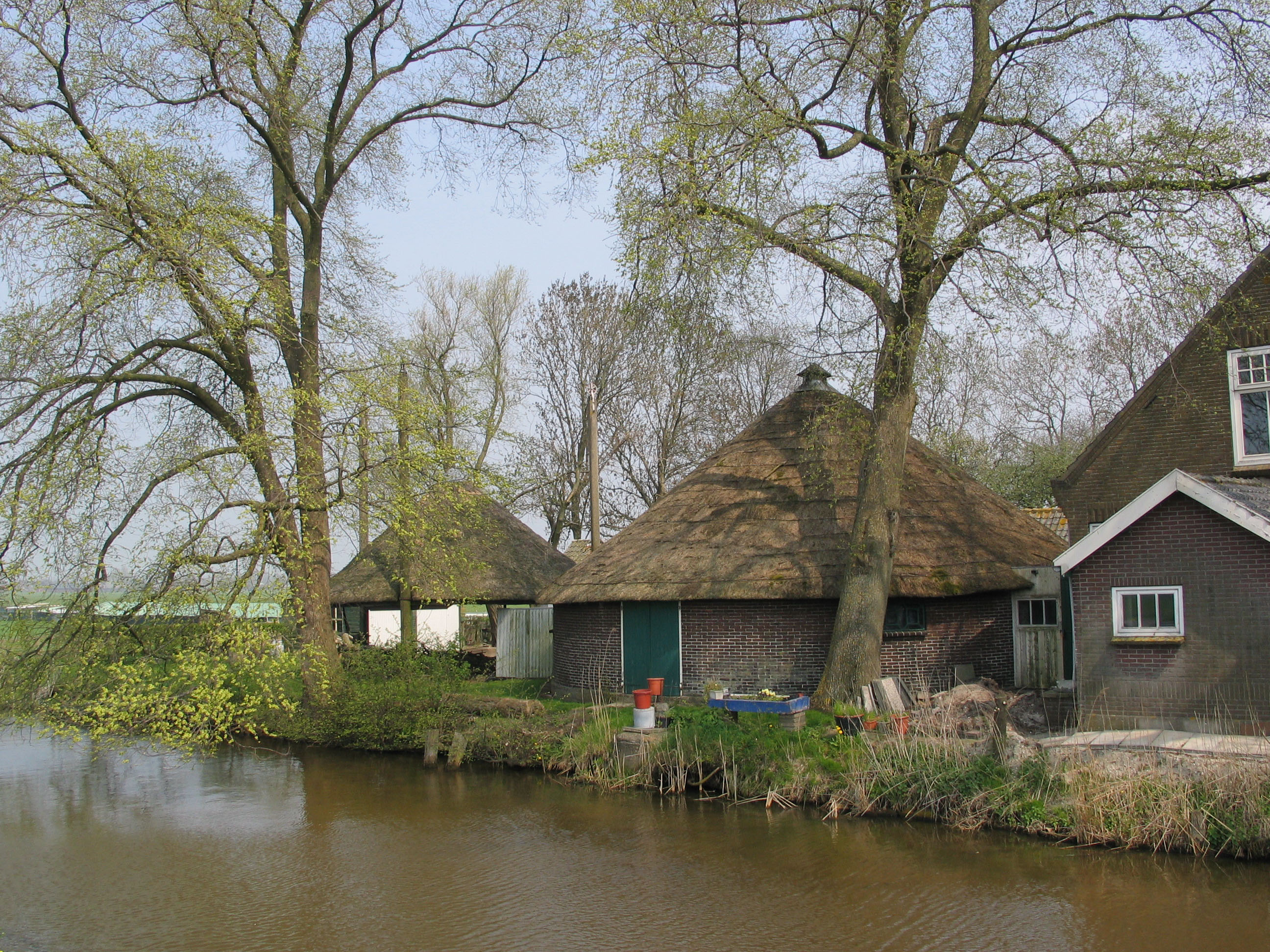
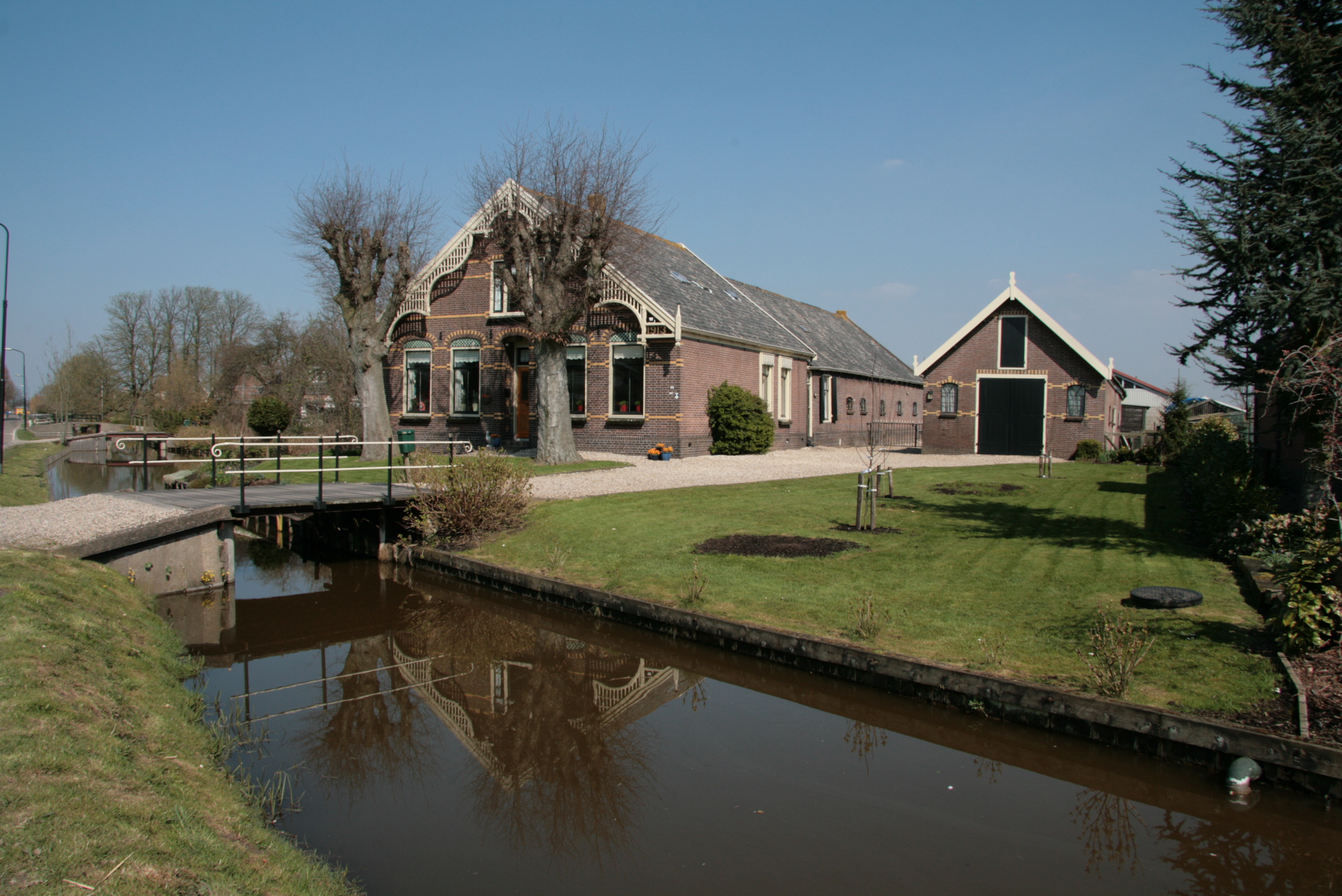
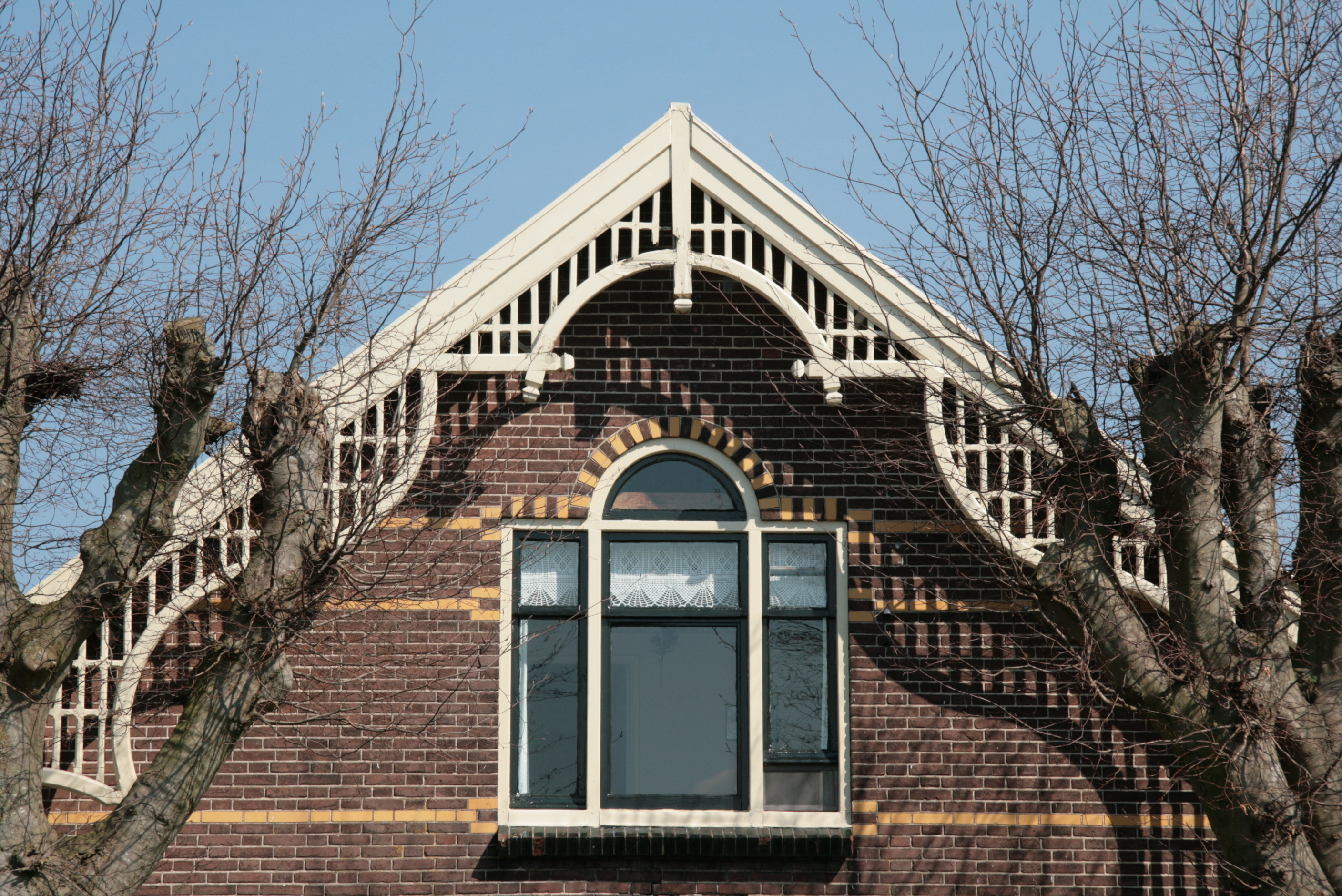
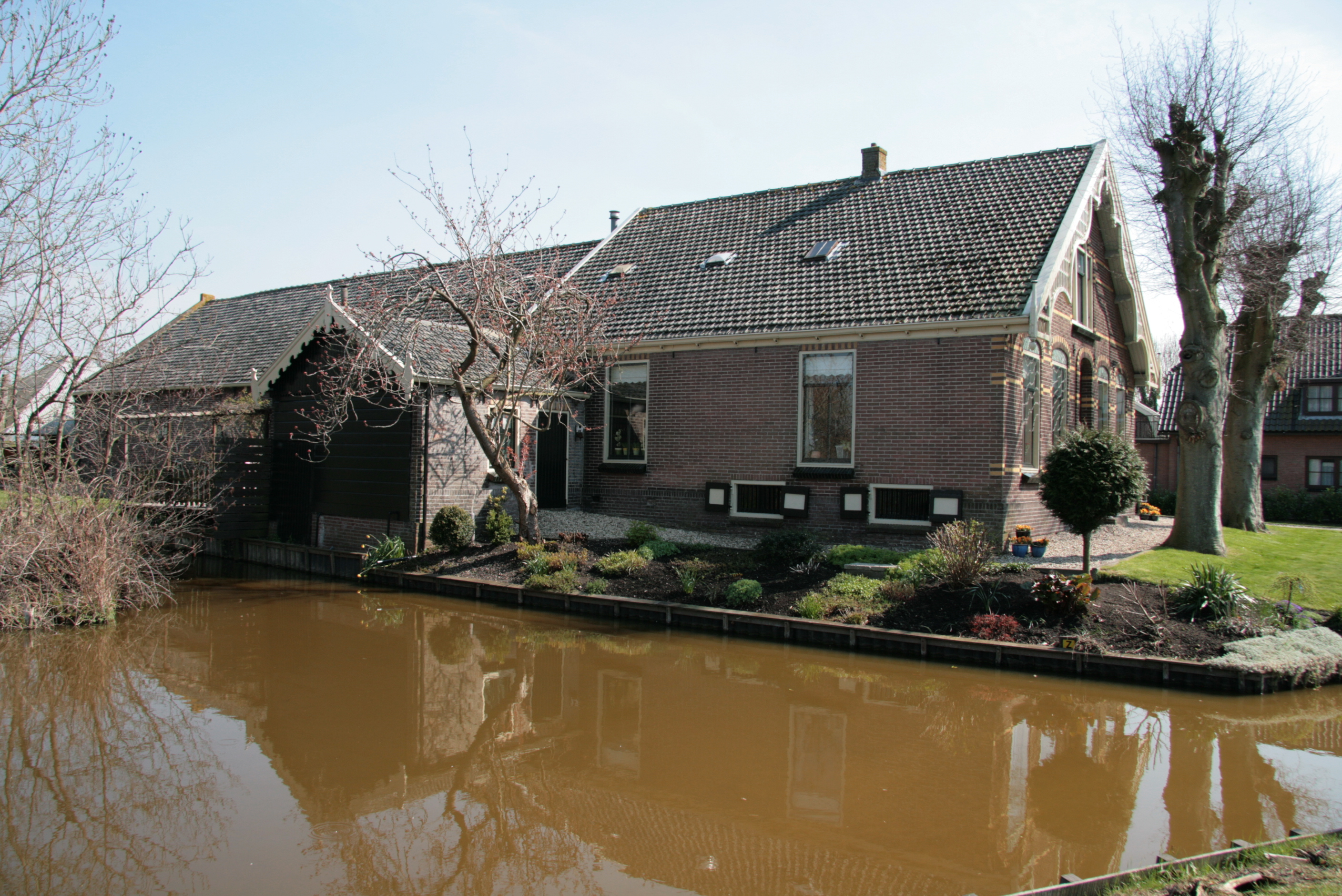
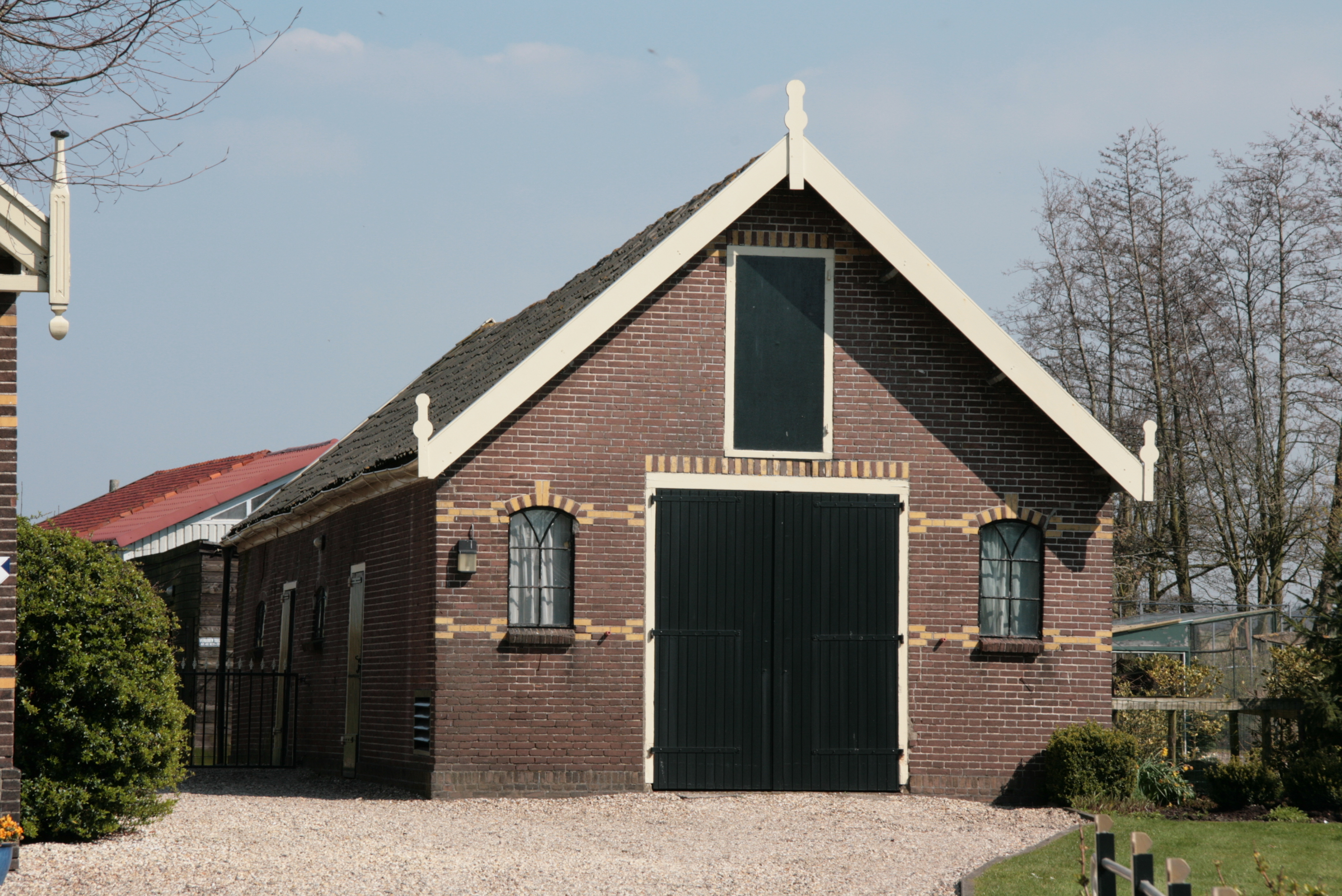
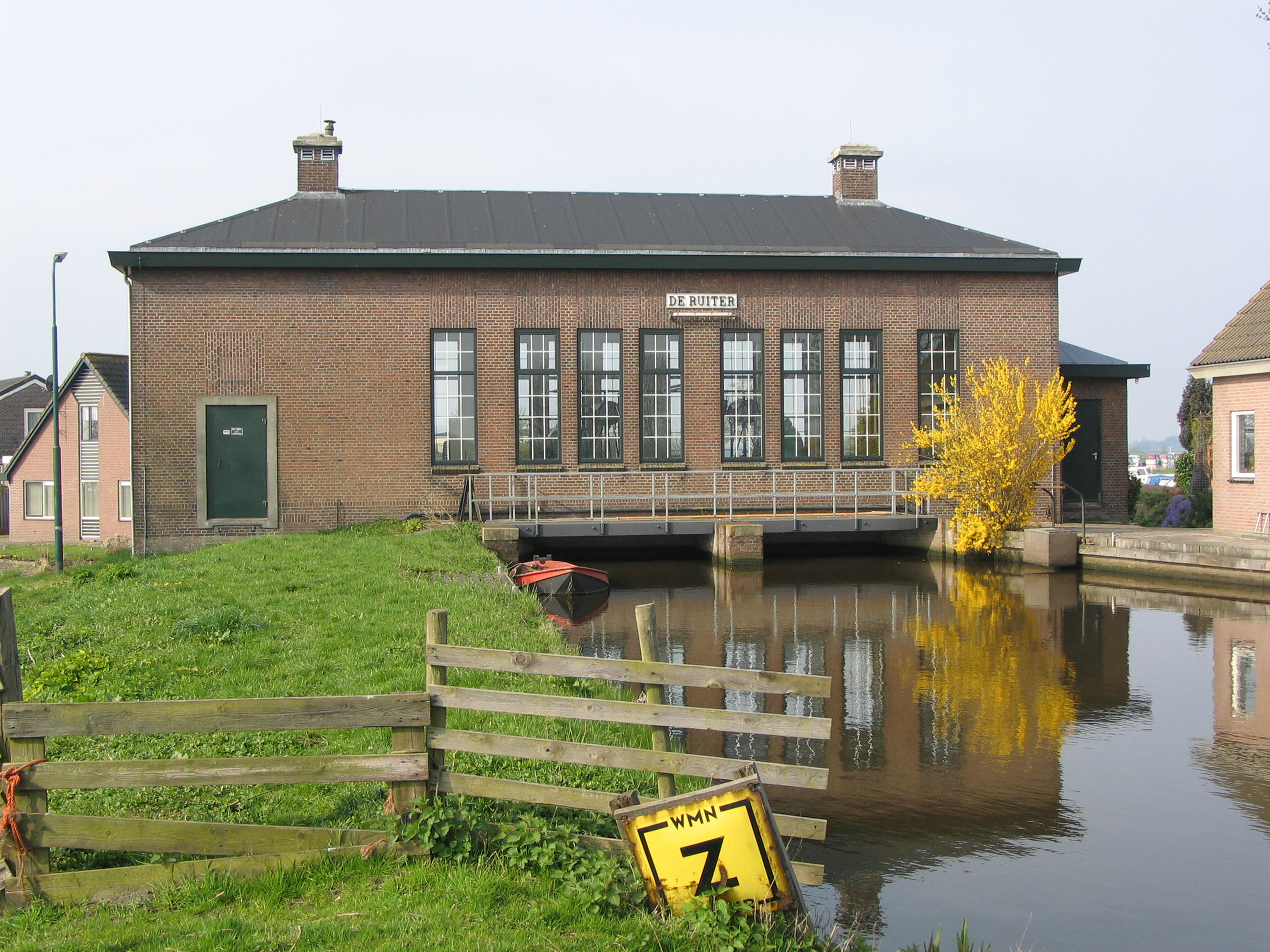